# Краковский городской совет
Краковский городской совет (пол. Rada Miasta Krakowa), официально Совет столичного королевского города Кракова (пол. Rada Stołecznego Królewskiego Miasta Krakowa) — представительный орган местного самоуправления города Кракова, состоящий из 43 депутатов, избираемых на 5-летний срок и осуществляющий функции управления городом в соответствии с законом о местном самоуправлении от 2002 года.

## История

### До 1945
Краковский городской совет впервые упоминается в 1264 году, хотя ,возможно, он существовал и раньше. Члены совета назначались сначала королем, позже новые члены стали избираться предыдущим составом совета. Первоначально Совет состоял из 6 членов, позже их количество было увеличено до 8, а в XV веке до 16. Срок полномочий Совета составлял 1 год, позже члены Совета избирались на пожизненный срок.
Совет занимался вопросами города, его финансов и составлением городских законов. Позже Совет получил полномочия городского суда, переняв эту функцию от «Городской лавы». Заседания Совета проходили под председательством Бурмистра, который также являлся официальным представителем Совета за его пределами.
В 1776 году Совет был реформирован, в частности количество членов было сокращено до 12.
Новая реформа Совета произошла в 1791 году после Четырехлетнего сейма. В ходе реформы состав совета вновь был изменён. Теперь он состоял из председателя Совета, вице-председателя, 8 депутатов и казначея.
В 1795 году после разделов Речи Посполитой городской совет Кракова был упразднён.
Во времена Варшавского герцогства в Кракове был создан т.н. «муниципальный совет», члены которого назначались герцогом из предложенных ему кандидатов.
После Венского конгресса и создания Вольного города Кракова функции городского совета исполнял Правительствующий сенат Кракова.
После присоединения Кракова к Габсбургской монархии в 1846 году был воссоздан городской совет Кракова, члены которого избирались горожанами. Однако в 1853 совет как орган местного самоуправления был распущен.
Совет вновь был воссоздан в 1866 году. Он контролировал всю исполнительную власть Кракова, занимался финансовыми вопросами, составлял местные законы. Этот совет состоял из 60 депутатов, но в результате расширения Кракова совет постепенно увеличивался: в 1911 в Совет было избрано 83 члена, а перед Первой мировой войной уже 103.
Уже во времена Второй Речи Посполитой в 1934 году количество депутатов Совета было сокращено со 124 до 72.
Городской совет прекратил свою деятельность после начала Второй мировой войны. Вместо него 25 октября 1939 года нацистами был создан «Боковой совет Кракова», который существовал до 1941 года.

### 1945 — 1990
После Второй мировой войны был создан Национальный совет города Кракова (пол. Rada Narodowa Miasta Krakowa). Все 12 членов нового совета представляли Польскую рабочую партию, позже Польскую объединенную рабочую партию.
Совет функционировал как орган местного самоуправления (принимал местные законы, занимался вопросами муниципальной собственности и финансов, назначал президента города и его правительство) и административный орган (контролировал офисы, предприятия, государственные и муниципальные учреждения). После упразднения территориального самоуправления в 1950 году совет стал лишь органом государственной власти, он же стал координировать деятельность созданных в то время районных советов.
С 1954 года совет избирался горожанами на всеобщих выборах. Президиум совета во главе с председателем стал главным органом исполнительной власти в городе.
В 1957 в связи с отделением Кракова от Краковского воеводства и преобразования первого в отдельную административную единицу совет был переименован в Национальный городской совет Кракова (пол. Miejska Rada Narodowa w Krakowie).
В 1973 году председатель совета получил полномочия президента Кракова.
После Административной реформы 1975 года под контролем совета оказалось все Краковское воеводство, а председатель совета получил полномочия воеводы.

### После 1990
В 1990 году Национальный городской совет Кракова был упразднён и был воссоздан Краковский городской совет. 27 мая 1990 состоялись всеобщие выборы в совет, а уже 8 июня состоялось первое заседание. Совет состоит из 43 депутатов (до 2002 состоял из 75 депутатов). Депутаты избираются на пятилетний срок (до 2018 на четырехлетний). Совет избирает из своего состава председателя и постоянные и временные комитеты. Совет обладает законодательными полномочиями в области местного права, распоряжается муниципальной собственностью и финансами, выдает полномочия городскому президенту. До 2002 совет также изирал президента Кракова (ныне президент Кракова избирается горожанами на всеобщих выборах).
Совет присуждает почетное гражданство Кракова и медаль Cracoviae Merenti.

## Состав

### I созыв (1990-1994)
|  | Партия                             | Количество мандатов |
|  | ---------------------------------- | ------------------- |
|  | Гражданский комитет «Солидарность» | 73                  |
|  | Конфедерация независимой Польши    | 2                   |
|  | Всего                              | 75                  |

### II созыв (1994-1998)
|  | Партия                             | Количество мандатов |
|  | ---------------------------------- | ------------------- |
|  | Краковская коалиция «Твой город»   | 26                  |
|  | Союз демократических левых сил     | 18                  |
|  | Самоуправляемый Краков             | 13                  |
|  | «Вместе»                           | 10                  |
|  | Беспартийный блок поддержки реформ | 4                   |
|  | Городское соглашение для Кракова   | 1                   |
|  | Соглашение резидентов «Краковляне» | 1                   |
|  | Польская ассоциация арендаторов    | 1                   |
|  | Общество товариществ XII района    | 1                   |
|  | Всего                              | 75                  |

### III созыв (1998-2002)
|  | Партия                                           | Количество мандатов |
|  | ------------------------------------------------ | ------------------- |
|  | Избирательная Акция Солидарность                 | 38                  |
|  | Коалиция Союза свободы и Союза реальной политики | 18                  |
|  | Союз демократических левых сил                   | 17                  |
|  | Патриотическое движение «Родина»                 | 2                   |
|  | Всего                                            | 75                  |

### IV созыв (2002-2006)
|  | Партия                                       | Количество мандатов |
|  | -------------------------------------------- | ------------------- |
|  | Союз демократических левых сил-Уния труда    | 10                  |
|  | Право и справедливость                       | 9                   |
|  | Лига польских семей                          | 9                   |
|  | Гражданская платформа                        | 7                   |
|  | «Твой город»                                 | 7                   |
|  | Краковская платформа местного самоуправления | 1                   |
|  | Всего                                        | 43                  |

### V созыв (2006-2010)
|  | Партия                 | Количество мандатов |
|  | ---------------------- | ------------------- |
|  | Гражданская платформа  | 22                  |
|  | Право и справедливость | 19                  |
|  | Дружелюбный Краков     | 2                   |
|  | Всего                  | 43                  |

### VI созыв (2010-2014)
|  | Партия                 | Количество мандатов |
|  | ---------------------- | ------------------- |
|  | Гражданская платформа  | 24                  |
|  | Право и справедливость | 12                  |
|  | Дружелюбный Краков     | 7                   |
|  | Всего                  | 43                  |

### VII созыв (2014-2018)
|  | Партия                 | Количество мандатов |
|  | ---------------------- | ------------------- |
|  | Право и справедливость | 19                  |
|  | Гражданская платформа  | 18                  |
|  | Дружелюбный Краков     | 6                   |
|  | Всего                  | 43                  |

### VIII созыв (2018-2024)
|  | Партия                 | Количество мандатов |
|  | ---------------------- | ------------------- |
|  | Право и справедливость | 16                  |
|  | Гражданская коалиция   | 11                  |
|  | Дружелюбный Краков     | 9                   |
|  | Краков для горожан     | 3                   |
|  | Современная            | 3                   |
|  | Независимые            | 1                   |
|  | Всего                  | 43                  |

## Председатель
| Имя                      | Имя                | Созыв           | Начало полномочий | Партия                             |
| ------------------------ | ------------------ | --------------- | ----------------- | ---------------------------------- |
|                          | Казимеж Барчик     | 1-й             | 1990-1993         | Гражданский комитет «Солидарность» |
| Тадеуш Колачик           | 1993-1994          | 1-й             |                   | Гражданский комитет «Солидарность» |
|                          | Станислав Хандзлик | 2-й             | 1994-2002         | Союз свободы                       |
| 3-й                      | Станислав Хандзлик |                 | 1994-2002         | Союз свободы                       |
|                          | Павел Пытко        | 4-й             | 2002-2006         | Право и справедливость             |
|                          | Павел Климович     | 5-й             | 2006-2007         | Гражданская платформа              |
| Малгожата Радван-Баллада | 2007-2009          | 5-й             |                   | Гражданская платформа              |
|                          | Юзеф Пильх         | 5-й             | 2008-2010         | Право и справедливость             |
|                          | Богуслав Косьмидер | 6-й             | 2010-2018         | Гражданская платформа              |
| 7-й                      | Богуслав Косьмидер |                 | 2010-2018         | Гражданская платформа              |
| Доминик Яськовец         | 8-й                | 2018-2022       |                   | Гражданская платформа              |
|                          | 8-й                | Рафал Комаревич | 2022-2023         | Польша 2050                        |